# Fotografisk film
Fotografisk film består af et tyndt plastmateriale kaldet basen. Oprindeligt bestod basen af celluloid, men pga. celluloids høje brændbarhed og ustabilitet, anvendes i dag oftest polyester eller celluloseacetat som base. Filmen er belagt med en emulsion bestående af lysfølsomme krystaller af sølvhalogenider (sølvbromid, sølvchlorid eller sølvjodid) opslæmmet i gelatine. Når filmen eksponeres for lys (eller røntgen-, UV- og nær-IR-stråling), dannes et latent billede, som kan frembringes kemisk. I fremkaldelsen ændres de belyste sølvsalte til metalisk sølv; ubelyste sølvsalte vil ikke ændres, og bliver fjernet ved en proces kaldet fiksering. Hos farvefilm bliver det metaliske sølv udskiftet med farve, svarende til hvilket farvelag sølvet lå i. 
Film fremstilles med forskellig lysfølsomhed, defineret ud fra filmens ISO-tal (også kaldes filmens hastighed). Filmens lysfølsomhed (bestemmende for hvor meget lys der skal til for at opnå en korrekt eksponering) har indflydelse på kornstørrelsen og toneomfanget.
Høj ISO giver højre lysfølsomhed, men mindre toneomfang og bliver grovkornet. Lav ISO giver lavere lysfølsomhed, men større toneomfang og bliver finkornet.

## Negativ film
Negativ film refererer til en fotografisk film, hvor farverne optræder med deres komplementærfarver, og lyse partier i billedet er gengivet som mørke på filmen og omvendt. Den efterfølgende kopiering giver et negativt kopi af det i forvejen negative billede resulterende i et positivt, det endelige kopi, papirbilledet.

## Positiv film
Positiv film refererer til en fotografisk film, hvor farverne optræder med deres primærfarver. Positiv film (Diasfilm eller omvendefilm) bruges at lave lysbilleder eller dias. Det er sværere at lave papirbilledet af en positiv film, hvilket er medvirkende til at negativ film er mere populære.

## Selvfremkaldende film
Selvfremkaldende film også kaldet instant film, fordi billedes fremkaldes i løbet af få minutter. Bedst kendt er Polaroid-film, men også andre som Kodak, Fujifilm og the Impossible Project